# Gemelas Milagrosas
Gemelas Milagrosas, conocido originalmente como Miracle Girls (ミラクル★ガールズ) Mirakuru★Gāruzue en Japón y en español como Chicas milagrosas es un manga y anime de Nami Akimoto, En Japón Kōdansha publica el manga y Norma Editorial publica el manga en España.

## Manga
Tomomi Matsunaga (松永ともみ Matsunaga Tomomi) y Mikage Matsunaga (松永みかげ Matsunaga Mikage), son hermanas gemelas, ellas tienen un secreto, Son "Espers" y  se comunican por telepatía. Las hermanas tienen afecto por dos niños, Yūya Noda (野田侑也 Noda Yūya) y Hideaki Kurashige (倉茂秀明 Kurashige Hideaki).

## Anime
El manga fue adaptado en un anime de 51 episodios de 25 minutos, fue realizado por Nippon Animation. Fue transmitido por Nihon TV (Nippon Television).

## Banda sonora
Opening
- "Kisu no Tochuu de Namida ga" de GARDEN (eps 1 - 29)

- "Koi no Mirai" de GARDEN (eps 30 - 51)

Ending
- "Futari ja Nakya Dame na no" de Dio (eps 1 - 51)

## Videojuego
Takara Tomy hizo una adaptación del anime Miracle Girls en un videojuego que fue lanzado el 23 de octubre de 1993 para la consola Super Nintendo.